# Karl Robert Saluri
Karl Robert Saluri, né le 6 août 1993, est un athlète estonien, spécialiste du décathlon.

## Carrière
Il bat son record personnel avec 8 108 points, supérieur au minima pour les Jeux olympiques de Rio, devenant ce faisant le Meilleur athlète européen du mois d'avril 2016. Son précédent record est battu de 637 points.
Le 7 juin 2018, il porte son record personnel à 8137 points lors des NCAA à Eugene.

## Palmarès
| Date | Compétition                    | Lieu           | Résultat | Épreuve    | Points    |
| ---- | ------------------------------ | -------------- | -------- | ---------- | --------- |
| 2011 | Championnats d'Europe juniors  | Tallinn        | 8e       | Décathlon  | 7 453 pts |
| 2012 | Championnats du monde juniors  | Barcelone      | 5e       | Décathlon  | 7 583 pts |
| 2013 | Championnats d'Europe espoirs  | Tampere        | —        | Décathlon  | DNF       |
| 2016 | Jeux olympiques                | Rio de Janeiro | 23e      | Décathlon  | 7 223 pts |
| 2017 | Championnats du monde          | Londres        | 13e      | Décathlon  | 8 025 pts |
| 2018 | Championnats d'Europe          | Berlin         | —        | Décathlon  | DNF       |
| 2019 | Championnats d'Europe en salle | Glasgow        | —        | Heptathlon | DNF       |

## Records

### Records personnels
| Épreuve           | Performance   | Lieu      | Date         |
| ----------------- | ------------- | --------- | ------------ |
| 100 mètres        | 10 s 50       | Eugene    | 6 juin 2018  |
| Saut en longueur  | 7,68 m        | Eugene    | 6 juin 2018  |
| Lancer du poids   | 14,54 m       | Berlin    | 7 août 2018  |
| Saut en hauteur   | 1,89 m        | Athens    | 6 avril 2018 |
| 400 mètres        | 47 s 59       | Columbia  | 11 mai 2017  |
| 110 mètres haies  | 14 s 82       | Knoxville | 12 mai 2018  |
| Lancer du disque  | 43,80 m       | Athens    | 7 avril 2016 |
| Saut à la perche  | 5,00 m        | Londres   | 12 août 2017 |
| Lancer du javelot | 60,50 m       | Austin    | 27 mars 2014 |
| 1 500 mètres      | 4 min 24 s 49 | Eugene    | 7 juin 2018  |
| Décathlon         | 8 137 pts     | Eugene    | 7 juin 2018  |

| Épreuve          | Performance   | Lieu            | Date            |
| ---------------- | ------------- | --------------- | --------------- |
| 60 mètres        | 6 s 75        | Glasgow         | 2 mars 2019     |
| Saut en longueur | 7,61 m        | Tallinn         | 2 février 2019  |
| Lancer du poids  | 14,82 m       | Tallinn         | 2 février 2019  |
| Saut en hauteur  | 1,90 m        | Fayetteville    | 26 janvier 2018 |
| 60 mètres haies  | 8 s 26        | Tallinn         | 3 février 2019  |
| Saut à la perche | 4,96 m        | College Station | 11 mars 2017    |
| 1 000 mètres     | 2 min 36 s 23 | College Station | 10 mars 2018    |
| Heptathlon       | 6 051 pts     | College Station | 11 mars 2017    |